# Camilo Gómez

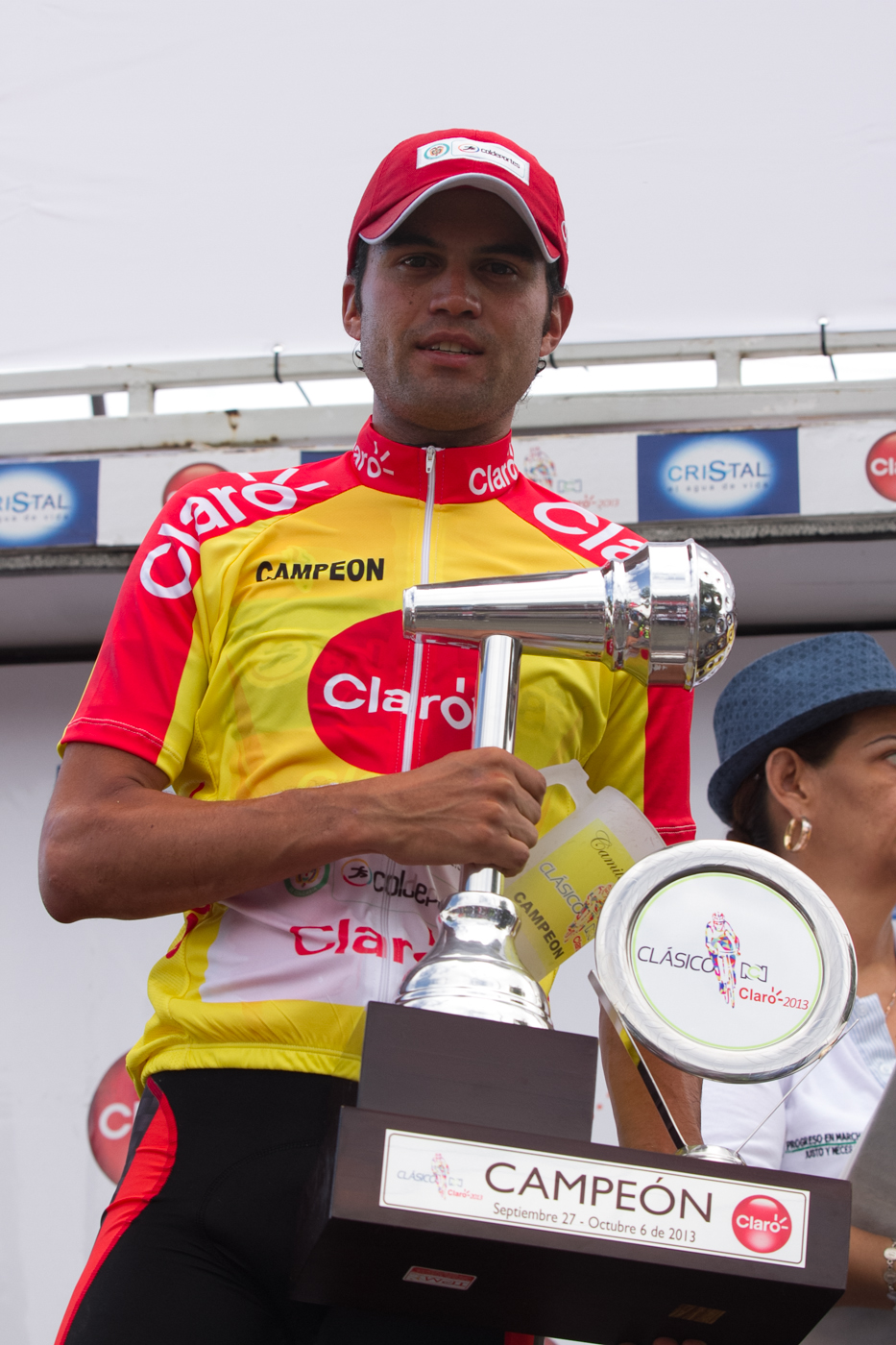
Camilo Gómez (2013)

Camilo Andrés Gómez Archila (* 5. Oktober 1984 in Sogamoso, Boyacá) ist ein kolumbianischer Straßenradrennfahrer.
Camilo Gómez gewann 2003 eine Etappe bei der U23-Austragung der Vuelta a Colombia. In der Saison 2007 gewann er eine Etappe beim Clásica del Meta und wurde dort Dritter der Gesamtwertung. 2008 wurde er während der Vuelta a Colombia bei einer Dopingkontrolle positiv getestet und für zwei Jahre gesperrt. In der Saison 2010 war er mit seinem Team GW Shimano-Chec-Edeq bei den Mannschaftszeitfahren der Vuelta al Valle del Cauca und beim Clásico RCN erfolgreich, sowie 2011 bei der Vuelta a Antioquia. Seit 2012 fährt Gómez für das kolumbianische Continental Team Colombia-Comcel. In seinem ersten Jahr dort gewann er jeweils eine Etappe bei der Vuelta a Cundinamarca, der Vuelta a Boyacà und des Clásico RCN. Außerdem gewann das Team das Mannschaftszeitfahren der Vuelta a Bolivia. 2013 konnte Gómez die Gesamtwertung des Clásico RCN für sich entscheiden.

## Erfolge
2012
- Mannschaftszeitfahren Vuelta a Bolivia

## Teams
- 2012 Colombia-Comcel
- 2013 Colombia Coldeportes
- 2014 Formesán-Bogotá Humana
- 2017 Bicicletas Strongman